# 大衆の反逆
『大衆の反逆』(Der Aufstand der Massen、スペイン語:La rebelión de las masas)は、スペインの哲学者ホセ・オルテガ・イ・ガセットにより、1929年にスペイン語で出版されたエリート文化論・社会学考察。オルテガの代表作となった文明論で、20世紀の名著とされる。

## 内容紹介
全15章で、最初は個別のエッセイとして1926年にEl Sol 誌に出版されたが、第14章だけが8つのセクションから構成され、非常に広範囲にわたるものになっている。
1931年にはドイツ語訳された。1930年代の最も重要な現代診断の書とみなされ、第二次世界大戦後、ドイツでもベストセラーになったが、反動的なパンフレットとして批判されることもあった。
世界経済危機という先の見えない時代に、本書でオルテガは大衆文明の社会学的診断を提示し、貴族的なアプローチから大衆の現象を分析してみせる。平均的な人々がもはや受動的かつ従順に行動しなくなっていることを否定的に捉え、世界と人生がこの大衆に開かれているという事実に危険性を感じている。
大衆の出現は社会の非道徳化につながっている。一方でオルテガは、大衆の台頭による生活水準の向上と一般的な知的レベルの向上について述べ、衰退という文化の悲観主義に対置させている。オルテガは自己奉仕的な国家を批判し、協力のプロジェクトとして国家の発展させるべきと提起し、血縁関係と言語によって定義される国民国家の弱点を分析し、克服に向けヨーロッパの統合を呼びかけている

## 作品の由来
オルテガに政治的な方向性があると決めつけることは出来ない。社会科学者のフランク・ピーター・ガイニッツは、オルテガをこう批評する。
モロッコとの第3次リーフ戦争で、1923年の軍事的敗北の後ミゲル・プリモ・デ・リベラが独裁政権を樹立した。オルテガは98年世代のスペインへの方向性を模索し、当初は一種の教師として独裁者に近づいたが、ますます距離を置き、独裁者を批判するようになった。
1930年にプリモ・デ・リベラが辞任して死去し、検閲が解除された後、1930年11月15日の日刊紙エル・ソルの記事で王政の終焉を訴えた。この記事は「Ceterum censeo delendam esse Monarchiam」（ちなみに、私は君主制は破壊されなければならないと信じている。）」という言葉で締めくくられている。） 1931年4月14日、アルフォンソ13世は実際に国外に出た。
群衆という現象が発見される過程で、1895年に出版されたギュスターヴ・ル・ボンの代表作『群衆の心理学』が、1921年にジークムント・フロイトの『大衆心理学と自我分析』が出版された。オルテガ自身は双方の著作について言及はしてないが、ドイツへの旅行を通じて、ワイマール共和国の急速に発展する都市化と工業化の鮮明な印象を得た。第一次世界大戦後もドイツは急速な近代化を続けたが、1920年代に通貨の大暴落で経済的大惨事に陥った。
オルテガは、大多数の一般住民の成長と反乱には大きな危険があると考え、エッセイの中でこの危険を分析しようとしている。1927年、ジュリアン・バンダは『知識人の裏切り』 （フランス語: La Trahison des Clercs）という本を出版したが、この本もエリートと大衆を対比させており、オルテガのアプローチと比較することができる。この意味で、オルテガは初期の作品、特に「スペインをめぐるスターとアンスター」（1921年）にも基づいている。
そこで彼は、スペインの崩壊は国家建設の考えを持ったエリートの不足のせいだとしており、国家形成における暴力の使用を最初から排除していない。大衆の反逆に対するオルテガの哲学的前提条件は、スペイン語版の生の哲学(razón Vital) と遠近主義的な認識論を組み合わせたものである。

### 大衆
オルテガは本書の冒頭、自身の見る危機を「充満の事実」として描こうという意図を持っていた。都市の至る所で、人が溢れかえっている。
目的は、大衆の性格付けを準備することである。大衆人間 (hombre-masa) は定量的に決定されるものではなく、心理的に特徴付けられる。平均的な人は、自分が他の人と同じであると認識すると安心しする。
オルテガは、大衆が受動的であり、エリートによって導かれるものであると考える。彼は活動的な普通の人を好まない。
一般の人が文明の成果を、それが生じた基礎に何の関心も持たずに、自明の自然なものとして受け入れるのは危険である。平等主義的な組織大衆による支配の危険に直面したとき、オルテガは階級的うぬぼれの態度を示しているが、貴族の退廃的な行動やフランス革命前の状況を正当化することはなかった。

### 生活的水準の向上
一方でオルテガは、生活水準（文字通りに見れば：歴史的水準）が上昇していると認識している。以前は少数の人しか自覚認識できなかった生活水準の向上と共に、富、文化、性別が平等になった。一連の向上変化により、人々は新しい時代の力を誇りに思うと同時に恐れてもいる。これらすべては生命の成長の兆候であり、オルテガは当初、情報が世界的に入手可能になったことによるものだと考えている。セビリアの住民は、遙か彼方の北極で幾人かの人間に起こりつつあった出来事を、大衆紙の上で時々刻々と追っていた。つまり、焼け付くようなアンダルシア平野の背景に氷山が漂流していたのである。生命の成長と生活水準の向上を描いたこの作品で、オルテガはオズワルド・シュペングラーが描いた西洋の没落に反対を表明する。シュペングラーと同様に、オルテガも価値観の低下を目の当たりにしていたが、文化の没落が避けられないという考えには同意しなかった。「没落の紛れもない兆候というのは、単純に活力の低下でしかない。」「没落の紛れもない兆候というのは、単純に活力の低下でしかない。」しかし、平均的な人は人生において今日ほど多くの機会に恵まれたことはなかった。オルテガは、大衆のサイコグラムを現代ヨーロッパ文化の根本的な欠点と混同すべきではないと、自分のアプローチを正当化するために作品の最後に書いている。
科学においても、大衆による基準の引き上げの証拠がある。ジョナサン・R・コールとスティーブン・コールの兄弟は、1972年にいわゆるオルテガ仮説を提唱した。大衆の反逆において、オルテガ・イ・ガセットは科学の進歩について次のように述べている。科学者は全員の仕事に依存している。H. とりわけ、平凡な才能を持つ大勢の科学者の研究によるものであり、これらの小さな進歩の合計は科学の進歩全体の重要な部分を構成するにもかかわらず、それほど重要な成果しか得られないだろう。
ガセットは、19世紀の「百科事典」的な知ったかぶりから、今日の専門化された個人科学者への移行について説明する。

### 道徳の低下、道徳的破壊
オルテガは、大衆の台頭によるヨーロッパの道徳の低下について説明する。
オルテガは、野蛮行為とは規則の不在であり、控訴の可能性の欠如なのである。ヨーロッパの戒めは、新しい戒めに置き換えられることなく、その有効性を失った。ヨーロッパ文明における大衆の蜂起は、人類の道徳的退廃をもたらした。サンディカリズムやファシズムの看板の下では、人々は理由を述べるのを控え、ただ自分の意見を押し付けるだけになる。文明的なマナーは無視され、これらすべてが人々の共存を危険にさらしている。一方、自由主義は弱い敵と共生することを宣言する。自由民主主義では、多数派が少数派にもその権利を認める。大衆は礼儀正しさ、法的手段、正義などの間接的な事例を考慮せず、直接行動を選択することを好むため、この自由主義は大きな危険にさらされている。非常にページ数の多いな第 14 章では、この非道徳主義に対してスペイン語版ではデスモラリザシオン(desmoralización)という表現が使用されているが、ドイツ語訳では「非道徳化」(Demoralisierung)となっている。しかし、この言葉はドイツ語では異なる意味を持つことがよくある。オルテガは「不道徳」については語っていないが、実際にはこの表現を更に強めて「非道徳」と言っている。

### 共同プロジェクトとしての状態
オルテガは大衆の反逆に対する批判から国家批判を展開する。著作の最初の部分では、国家はブルジョワジーの後に匿名の大衆によって占有された単なる管理技術として定義されている。大衆が従来の受動的な役割から一転して積極的になると、リンチを始める。国家も同じである。1848/1849年のヨーロッパ革命以来、ヨーロッパの革命は停止してしまった。しかしその後、匿名の大衆が匿名の国家を引き継いだ。オルテガはリベラルな立場から国家とは、すべてを国家に奉仕させる権力として批判する。すべての社会生活が官僚化されており、「満足した若い紳士」 や若者は甘やかされている。「すべての国で警察の数が大幅に増加している。」オルテガはこの国家批判から、典型的な大衆運動としてのムッソリーニのファシズム に対する批判も展開する。作品の第 2 部で、オルテガは、血のつながりと共通言語による国民国家の定義に、「公然たる権利」、「礼儀正しい権利」を用いて反論する。

### 国民国家ヨーロッパ
オルテガは国家批判の中で、民族または言語共同体によって定義される国民国家を主張するナショナリズムも批判している。この国家は、既存の血統と言語の共同体と決して一致することはない。国家は常に偉大な通訳者であった。オルテガは、ヨーロッパの個々の国民国家を形成しようとする衝動に反対し、代わりにヨーロッパの国民国家の創設を重要な課題とみなしている。この本の最後で、彼はボルシェビズムを伝染性の誘惑の可能性として提示し、統一ヨーロッパはソビエト五ヵ年計画のイデオロギーよりも優れていると結論付けている。この本には明白な結論がある。オルテガにとって、それは現代人の問題へのひとつのアプローチに過ぎず、ともあれこれは人間の生活の理論を必要とする現代ヨーロッパ文化の根本的な欠陥とは切り離して、検討されるべきだろう。

## 影響、レビュー、批判

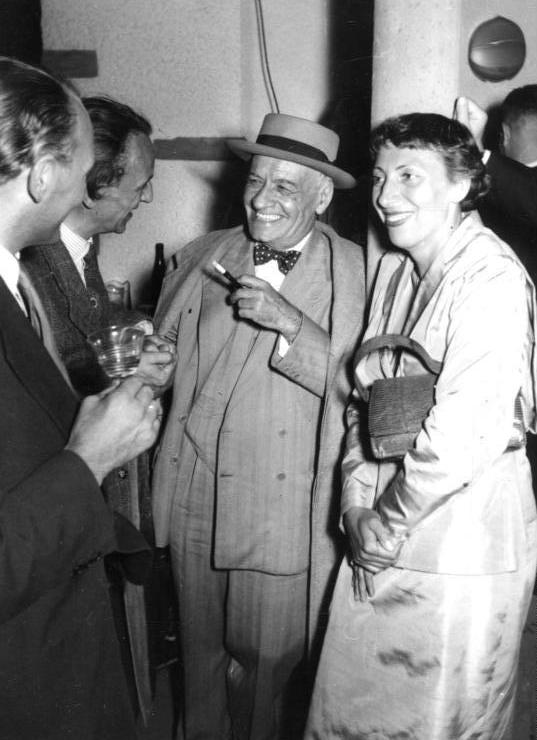
1951年のダルムシュタット会談におけるホセ・オルテガ・イ・ガセット。

マイケル・ステュルマーは、『大衆の反逆』をカール・ヤスパース の1931年の有名な演説「現代の知的状況」と比較している 。ヤスパースは時代を診断する際に批評家としての冷たい目を持っていたが、オルテガは「同時に同じような質問を自分自身に問いかけていた」 、体系的ではなく、「より現実に忠実で、暗号化が少なく、したがってより効果的」であることが支持されている。ステュルマーは、これをエッセイと名付けている。
「大衆の反逆」がドイツで本格的なセンセーションを引き起こしたのは、最初のスペイン語版が発行されてから数十年後のことだった。1956年に出版されたペーパーバック版は、初年度に約 10 万部を売り上げ、このエッセイはドイツで最も広く読まれた外国の著作の 1 つになった。「大衆人」の理論は政治に反映されました。たとえば、コンラート・アデナウアーのスピーチはそのひとつである。この作品は、「ZEITが選んだ100 冊のノンフィクション本」に収録されており、これについてはローター・バイアーが執筆している。バイヤーはオルテガを貴族的反動主義者で、真面目な手法を使わず、読者に愚行を語り、すべての読者に自分たちは大衆に属していないという感覚を与えていると主張する。
ドイツ語圏の専門家の世界での反応は比較的低かった。
エッカート・パンコークはこのエッセイを、大衆化を近代の否定的なキーパーソンとして提示する文化批判的な冊子と呼び、集団的本能に対するニーチェの論争の社会学的変種とみている。しかしパンコークは、科学的関心が大衆の具体的な外観から大衆社会の社会構造型に向けられているため、文化批判的アプローチが社会学的概念の形成を刺激すると考えている。

## 出版
- spanische Erstausgabe: La rebelión de las masas. Madrid 1929
- La rebelión de las masas. Barcelona 2009
- Der Aufstand der Massen. Deutsche Verlagsanstalt, Stuttgart 1931
- Der Aufstand der Massen. rororo Taschenbuch, Reinbek 1956
- (zitiert als AM): Der Aufstand der Massen. Autorisierte Übersetzung aus dem Spanischen von Helene Weyl. Mit einem Nachwort von Michael Stürmer. Deutsche Verlagsanstalt, München, Neuausgabe 2012, ISBN 978-3-421-04577-5

オルテガは初刊版の2年後に出版された英語訳を公認し、この英語版には翻訳者が匿名のままにしてほしいと要請したと記してあるが、より最近の版は本書のアメリカでの著作権がTeresa Careyなる人物によって1960年に延長されたと記載してもいて、そしてUS・コピーライト・オフィスの1960年1月におけるアメリカの著作権の延長についての出版リストは、J. R. Careyという名前のまま翻訳者を記している。

### 日本語訳
樺俊雄訳
- 樺俊雄 訳『大衆の蜂起』創元社、1953年。
- 樺俊雄 訳『大衆社会の出現　大衆の蜂起』東京創元社、1958年。

佐野利勝訳
- 佐野利勝 訳『大衆の叛逆』筑摩書房、1953年。

神吉敬三訳
- 神吉敬三 訳『大衆の反逆』角川書店〈角川文庫〉、新装復刊1989年（原著1967年）。ISBN 978-4-04-315502-6。
- 神吉敬三 訳『大衆の反逆』（改訳版）筑摩書房〈ちくま学芸文庫〉、1995年6月。ISBN 978-4-480-08209-1。電子書籍、2013年
- 神吉敬三 訳『大衆の反逆』グーテンベルク21（電子書籍）、2024年

桑名一博訳　
- 桑名一博 訳『オルテガ著作集 2 大衆の反逆　無脊椎のスペイン』白水社、1969年。ISBN 978-4-560-02081-4。
  - 新装復刊『オルテガ著作集 2 大衆の反逆　無脊椎のスペイン』白水社、1998年11月。ISBN 978-4-560-02377-8。

- 桑名一博 訳『大衆の反逆』（選書判）白水社〈哲学思想 名著選〉、1975年。
- 桑名一博 訳『大衆の反逆』（単行判）白水社、1980年。ISBN 978-4-560-01821-7。
- 桑名一博 訳『大衆の反逆』（新装単行判）白水社、1985年。ISBN 978-4-560-01852-1。
- 桑名一博 訳『大衆の反逆』（単行判、解説久野収）白水社〈イデー選書〉、1991年7月。ISBN 978-4-560-01896-5。
- 桑名一博 訳『大衆の反逆』（新書判、解説久野収）白水社〈白水Uブックス 思想〉、2009年3月。ISBN 978-4-560-72101-8。電子書籍、2014年10月

寺田和夫訳
- 寺田和夫 訳『世界の名著 56　マンハイム　オルテガ』高橋徹 責任編集、中央公論社、1971年。ISBN 978-4-12-400136-5。前者は「イデオロギーとユートピア」
  - 『世界の名著 68　マンハイム　オルテガ』高橋徹 責任編集、中央公論社〈中公バックス〉、1979年。ISBN 978-4-12-400678-0。

- 寺田和夫 訳『大衆の反逆』（新書判、解説佐々木孝）中央公論新社〈中公クラシックス〉、2002年2月。ISBN 978-4-12-160024-0。電子書籍、2014年7月

佐々木孝訳
- 佐々木孝 訳『大衆の反逆』（解説宇野重規）岩波書店〈岩波文庫 白帯〉、2020年4月。ISBN 978-4-00-342311-0。電子書籍、2020年9月